# Бланко Сото, Педро
Педро Бланко Сото (исп. Pedro Blanco Soto; 19 октября 1795 — 1 января 1829) — боливийский политический и государственный деятель, который в 1828 году в течение недели занимал пост президента страны.
Его правление было прервано убийством, которое произошло в новогоднюю ночь в монастыре Ла-Реколетта в Сукре. Он был застрелен из винтовки, когда пытался покинуть монастырь. Сейчас место его убийства обозначено небольшой табличкой. Был известен своими про-перуанскими взглядами, что официально считается причиной убийства.

## Биография
Бланко, сын Хосе Мануэля Бланко и Висенты Сото, родился в городе Кочабамба, Боливия, 19 октября 1795 года. В 17 лет он вступил в армию роялистов, участвуя в кампании против аргентинских патриотов в его родном Верхнем Перу. Он быстро преуспел в кавалерии, будучи в составе отряда конных охотников, после битвы при Вилкапуджио был произведен в лейтенанты, а после битвы при Вилуме - в капитаны.
После высадки освободительной экспедиции Сан-Мартина, эскадрилья, в которой служил капитан Бланко, была перемещена в Нижнее Перу. Он особенно отличился в кампании 1823 года. Генерал Джеронимо Вальдес вручил ему саблю в присутствии всей дивизии роялистов.
Несмотря на свою многообещающую карьеру в королевской армии, он, как и многие другие офицеры, дезертировал на сторону отряда независимости. Вернувшись в Лиму, он присоединился к освободительной армии Боливара и был назначен командиром третьего эскадрона «Хусарес дель Перу». В решающем кровопролитном сражении под Аякучо, в "этой битве народов", где были убиты более 2 тысяч человек и 1370 ранены, был серьезно ранен и Бланко. Полагая, что смерть неизбежна, он заявил генералу Хосе де ла Мар следующее: «Генерал, я умираю, но я имею честь запечатать свободу моей страны своей кровью».
Его рана была обработана должным образом, и как только он восстановился, отправился в Верхнее Перу, где Боливар, отделив Верхний Перу от Нижнего Перу, создал Республику Боливар (ныне Боливия). Сото поступил на службу в армию своей родной страны в звании генерала.
6 июля 1828 года в боливийском городе Пикиса был подписан мирный договор между Антонио Хосе де Сукре и генералом Августином Гамарра, который закончил перуанское вмешательство в Боливию. Договор предусматривал вывод войск через порт Арика.

## Временный президент Боливии
Согласно мирному договору, подписанному в Пикисе, был предусмотрен созыв Учредительного собрания, который состоялся 16 декабря, в ходе которого генерал Педро Бланко был назначен временным президентом Боливии. Он вступил в должность 26 декабря 1828 года. Его новое правительство не понравилось военному руководству Боливии, особенно полковнику Хосе Бальивиану, который 5 дней спустя сверг Бланко. В итоге Бланко был взят в плен и убит в монастыре Ла-Реколетта в Сукре. Педро Бланко вошел в историю Боливии как президент Боливии, правивший всего 6 дней, причем его правительство было самым коротким из всех президентов.
Испанский историк Мариано Торренте в своей работе, посвященной испано-американской войне за независимость, ссылаясь в одном из своих отрывков на личность Педро Бланко Сото, сказал: «Совершенно разумно, что такой достойный офицер был принесен в жертву ярости тех же независимых, в чьи ряды перешел». Педро Бланко попытался сменить некоторых оппозиционных военачальников.